# 夢遊 (單曲)
《夢遊》是香港歌手王菲在日本發行的第一張個人單曲，于1994年10月26日發行。此單曲為她94年專輯《胡思亂想》在日本地區發行前的先行單曲。

## 曲目
| 曲序 | 曲目 |      | 作曲       | 编曲      |
| ---- | ---- | ---- | ---------- | --------- |
| 1.   | 夢遊 | 林夕 | C.Y. Kong  | C.Y. Kong |
| 2.   | 誓言 | 王菲 | 竇唯／王菲 | 竇唯      |